# Društvo za promicanje tradicije, obitelji i privatnog vlasništva
Društvo za promicanje tradicije, obitelji i privatnog vlasništva (por. Tradição, Família e Propriedade; eng. Tradition, Family and Property; TFP) je međunarodni pokret političkih/građanskih organizacija. TFP je osnovan u Brazilu pod nazivom Sociedade Brasilieira de Defensa da Tradicao, Familia e Propriedade 1960. kao konzervativni pokret povezan s dijelovima Katoličke Crkve. Temeljno djelo na kojem je nastao TFP je rad Plinia Corree de Oliveire: Revolucija i Kontrarevolucija iz 1959. godine. Prema podatcima sa stranice američkog TFP-a, trenutačno u svijetu djeluje preko 50 međusobno povezanih TFP udruga, zaklada i instituta, uključujući i hrvatsko Vigilare koji je u Hrvatskoj kao udruga registriran 2011., da bi 2016. bio registriran i kao zaklada.